# Michael Fuchs (Badminton)
Michael Fuchs (* 22. April 1982 in Würzburg) ist ein deutscher Badmintonspieler.

## Karriere
Michael Fuchs gewann international unter anderem die Norwegian International, Scottish Open, die Swedish International Stockholm und die Bitburger Open Saarbrücken. In seiner Heimat Deutschland wurde er 2006, 2007, 2008, 2009, 2010 und 2015 mit dem 1. BC Saarbrücken-Bischmisheim Mannschaftsmeister, außerdem gewann er mit dem Club 2010 den Europapokal. In den Einzeldisziplinen konnte er bei den Deutschen Meisterschaften mehrfach Gold erringen. Bei der Europameisterschaft 2010 gewann er Bronze. 2013 gewann er bei der Europameisterschaft für gemischte Mannschaften in Russland Gold.

## Vereine
| Name                    | Jahr(e)   |
| ----------------------- | --------- |
| TV 1884 Marktheidenfeld | 1991–2000 |
| SV Fortuna Regensburg   | 2000–2002 |
| VfB Friedrichshafen     | 2002–2003 |
| 1. BC Bischmisheim      | 2003–     |

## Partner

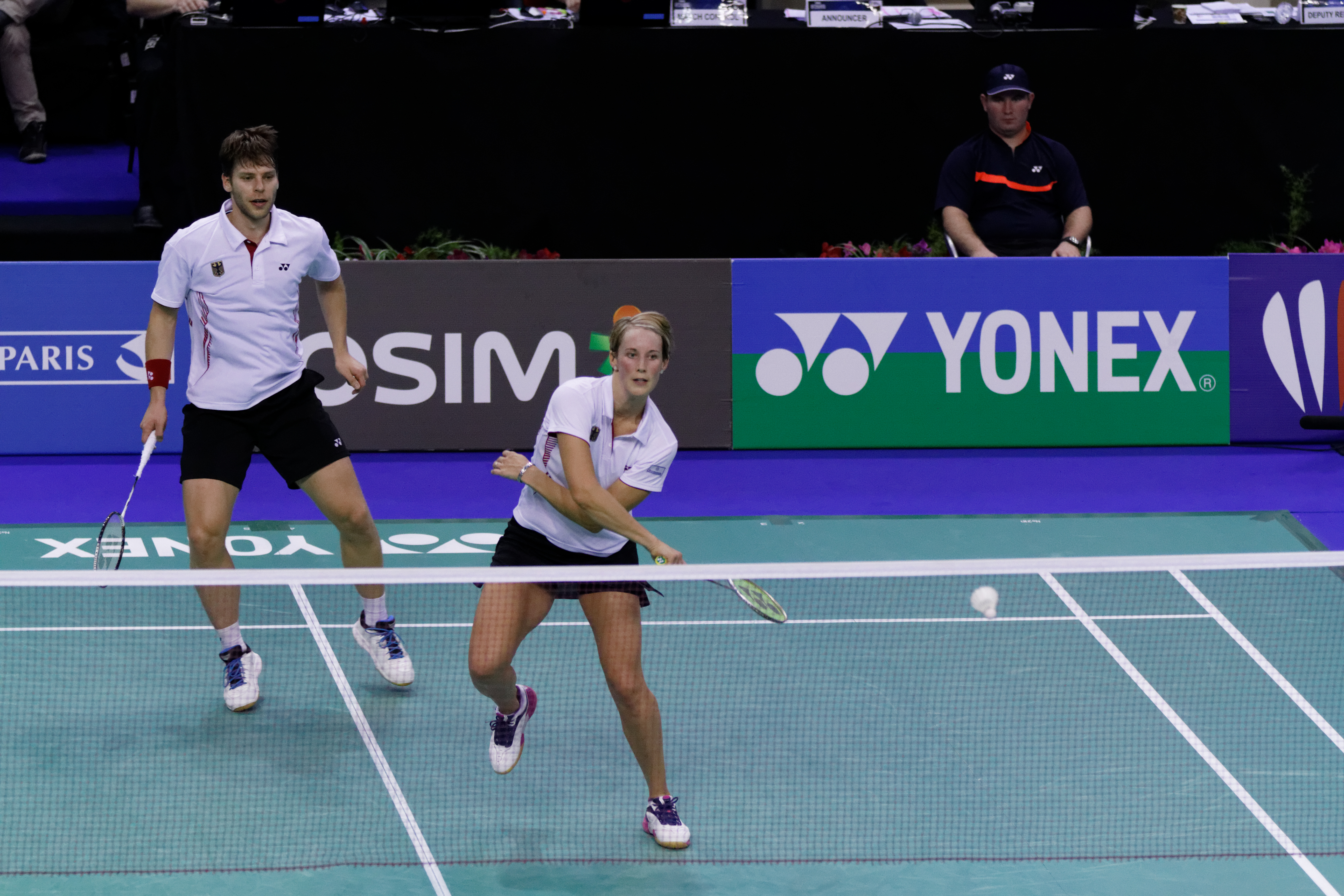
Michael Fuchs und Birgit Michels, French Super Series 2013.

Michael Fuchs hat bei internationalen Veranstaltungen mit folgenden Partnern in den Doppeldisziplinen gespielt.

### Gemischtes Doppel
| Name              | Nationalität | Jahr(e)   |
| ----------------- | ------------ | --------- |
| Annekatrin Lillie | Deutschland  | 2009–2010 |
| Birgit Michels    | Deutschland  | 2010 –    |

### Herrendoppel
| Name               | Nationalität | Jahr(e)   |
| ------------------ | ------------ | --------- |
| Roman Spitko       | Deutschland  | - 2008    |
| Ingo Kindervater   | Deutschland  | 2008–2011 |
| Peter Käsbauer     | Deutschland  | 2011      |
| Oliver Roth        | Deutschland  | 2011–2013 |
| Johannes Schöttler | Deutschland  | 2013 -    |

## Sportliche Erfolge
| Saison      | Veranstaltung                      | Disziplin    | Platz         | Name |
| ----------- | ---------------------------------- | ------------ | ------------- | --- |
| 1997/1998   | Bayerische Einzelmeisterschaft U17 | Mixed        | 1             | Michael Fuchs / Kathrin Hoffmann (TV Marktheidenfeld / TSV Neuhausen-Nymphenburg) |
| 1998/1999   | Bayerische Einzelmeisterschaft U17 | Mixed        | 1             | Karoline Neumann / Michael Fuchs (TSV Neuhausen-Nymphenburg / TV Marktheidenfeld) |
| 1998/1999   | Bayerische Einzelmeisterschaft U17 | Herreneinzel | 1             | Michael Fuchs (TV Marktheidenfeld) |
| 1998/1999   | Bayerische Einzelmeisterschaft U17 | Herrendoppel | 1             | Michael Fuchs / Jan Spengler (TV Marktheidenfeld / BC Aschaffenburg) |
| 2000/2001   | Deutsche Einzelmeisterschaft U19   | Herrendoppel | 3             | Michael Fuchs / Peter Weinert (Fortuna Regensburg / VfB Friedrichshafen) |
| 2000/2001   | Deutsche Mannschaftsmeisterschaft  | Mannschaft   | 2             | VfB Friedrichshafen (Niels Christian Kaldau, Xu Huaiwen, Lars Paaske, Nicol Pitro, Björn Siegemund, Claudia Vogelgsang, Ingo Kindervater, Bettina Mayer, Dennis Lens, Michael Fuchs, Peter Weinert, Falko Schmidt) |
| 2002/2003   | Deutsche Einzelmeisterschaft U22   | Herrendoppel | 1             | Matthias Krawietz / Michael Fuchs (VfL Lüneburg / VfB Friedrichshafen) |
| 2002/2003   | Deutsche Einzelmeisterschaft U22   | Mixed        | 3             | Michael Fuchs / Monja Bölter (VfB Friedrichshafen / EBT Berlin) |
| 2002/2003   | Deutsche Mannschaftsmeisterschaft  | Mannschaft   | 3             | VfB Friedrichshafen (Niels Christian Kaldau, Lars Paaske, Björn Siegemund, Ingo Kindervater, Dennis Lens, Michael Fuchs, Peter Weinert, Falko Schmidt, Xu Huaiwen, Nicol Pitro, Claudia Vogelgsang, Bettina Mayer) |
| 2003/2004   | Deutsche Mannschaftsmeisterschaft  | Mannschaft   | 3             | 1. BC Bischmisheim (Janine Göbbel, Natascha Thome, Colin Haughton, Joachim Tesche, Michael Keck, Carola Bott, Carina Mette, Thomas Tesche, Kristof Hopp, Xu Huaiwen, Michael Fuchs, Nikhil Kanetkar)               |
| 2003/2004   | Deutsche Einzelmeisterschaft       | Herrendoppel | 3             | Tim Dettmann / Michael Fuchs (EBT Berlin / 1. BC Bischmisheim) |
| 2003/2004   | Deutsche Einzelmeisterschaft       | Mixed        | 3             | Michael Fuchs / Monja Bölter (1. BC Bischmisheim / EBT Berlin) |
| 2003/2004   | Deutsche Einzelmeisterschaft U22   | Herreneinzel | 1             | Michael Fuchs (1. BC Bischmisheim) |
| 2003/2004   | Deutsche Einzelmeisterschaft U22   | Mixed        | 1             | Michael Fuchs / Monja Bölter (1. BC Bischmisheim / EBT Berlin) |
| 2003/2004   | Deutsche Hochschulmeisterschaft    | Herrendoppel | 1             | Kristof Hopp / Michael Fuchs (Uni des Saarlandes) |
| 2003/2004   | Deutsche Einzelmeisterschaft U22   | Herrendoppel | 1             | Michael Fuchs / Tim Dettmann (1. BC Bischmisheim / EBT Berlin) |
| 2004/2005   | Deutsche Einzelmeisterschaft       | Herrendoppel | 2             | Michael Fuchs / Roman Spitko (1. BC Bischmisheim / TuS Wiebelskirchen) |
| 2004/2005   | Deutsche Mannschaftsmeisterschaft  | Mannschaft   | 3             | 1. BC Bischmisheim (Kristof Hopp, Michael Fuchs, Eric Pang, Michael Keck, Thomas Tesche, Joachim Tesche, Nikhil Kanetkar, Xu Huaiwen, Carina Mette)                                                                |
| 2004/2005   | Deutsche Einzelmeisterschaft       | Mixed        | 3             | Michael Fuchs / Caren Hückstädt (1. BC Bischmisheim / BW Wittorf) |
| 2005        | Dutch International                | Herrendoppel | 2             | Michael Fuchs / Roman Spitko |
| 2005/2006   | Deutsche Einzelmeisterschaft       | Herrendoppel | 2             | Michael Fuchs / Roman Spitko (1. BC Bischmisheim / TuS Wiebelskirchen) |
| 2005/2006   | Deutsche Hochschulmeisterschaft    | Herrendoppel | 1             | Roman Spitko / Michael Fuchs (Uni des Saarlandes) |
| 2005/2006   | Deutsche Mannschaftsmeisterschaft  | Mannschaft   | 1             | 1. BC Bischmisheim (Eric Pang, Leonard Holvy de Pauw, Kristof Hopp, Michael Fuchs, Ville Lång, Thomas Tesche, Joachim Tesche, Kathrin Piotrowski, Xu Huaiwen)                                                      |
| 2006        | Swedish International Stockholm    | Herrendoppel | 1             | Michael Fuchs / Roman Spitko |
| 2006        | Dutch International                | Herrendoppel | 2             | Michael Fuchs / Roman Spitko |
| 2006/2007   | Deutsche Einzelmeisterschaft       | Herrendoppel | 1             | Michael Fuchs (1. BC Bischmisheim) / Roman Spitko (TuS Wiebelskirchen) |
| 2006/2007   | Deutsche Mannschaftsmeisterschaft  | Mannschaft   | 1             | 1. BC Bischmisheim (Kristof Hopp, Michael Fuchs, Jochen Cassel, Thomas Tesche, Vladislav Druzchenko, Xu Huaiwen, Kathrin Piotrowski)                                                                               |
| 2007/2008   | Deutsche Einzelmeisterschaft       | Herrendoppel | 1             | Michael Fuchs / Roman Spitko (TuS Wiebelskirchen) |
| 2007/2008   | Deutsche Mannschaftsmeisterschaft  | Mannschaft   | 1             | 1. BC Bischmisheim (Jochen Cassel, Vladislav Druzchenko, Michael Fuchs, Kristof Hopp, Kęstutis Navickas, Marcel Reuter, Roman Spitko, Thomas Tesche, Xu Huaiwen, Johanna Persson)                                  |
| 2008        | Norwegian International            | Mixed        | 1             | Michael Fuchs / Annekatrin Lillie |
| 2008        | Norwegian International            | Herrendoppel | 1             | Michael Fuchs / Ingo Kindervater |
| 2008        | Scottish Open                      | Mixed        | 1             | Michael Fuchs / Annekatrin Lillie |
| 2008 / 2009 | Deutsche Einzelmeisterschaft       | Mixed        | 1             | Michael Fuchs (1. BC Bischmisheim) / Annekatrin Lillie (BW Wittorf) |
| 2008 / 2009 | Deutsche Einzelmeisterschaft       | Herrendoppel | 2             | Michael Fuchs (1. BC Bischmisheim) / Ingo Kindervater (1. BC Beuel) |
| 2009 / 2010 | Deutsche Einzelmeisterschaft       | Mixed        | 3             | Michael Fuchs (1. BC Bischmisheim) / Nicol Bittner (PTSV Rosenheim) |
| 2009 / 2010 | Deutsche Einzelmeisterschaft       | Herrendoppel | 2             | Michael Fuchs (1. BC Bischmisheim) / Ingo Kindervater (1. BC Beuel) |
| 2010        | Europameisterschaft                | Herrendoppel | 3             | Michael Fuchs / Ingo Kindervater |
| 2011        | Kharkiv International              | Mixed        | 1             | Michael Fuchs / Birgit Michels |
| 2012        | Olympische Sommerspiele 2012       | Mixed        | Viertelfinale | Michael Fuchs / Birgit Michels |
| 2012        | Bulgarian International            | Mixed        | 1             | Michael Fuchs / Birgit Michels |
| 2012        | Norwegian International            | Mixed        | 2             | Michael Fuchs / Birgit Michels |
| 2013        | Bitburger Open                     | Mixed        | 1             | Michael Fuchs / Birgit Michels |
| 2013        | Dutch International                | Mixed        | 1             | Michael Fuchs / Birgit Michels |
| 2014        | Japan Open                         | Mixed        | 2             | Michael Fuchs / Birgit Michels |